# Francesco Lojacono (militare)
Francesco Lojacono (Taranto, 22 febbraio 1917 – Dibra, 9 aprile 1941) è stato un militare e aviatore italiano, decorato con una Medaglia d'oro al valor militare alla memoria durante il corso della seconda guerra mondiale.

## Biografia

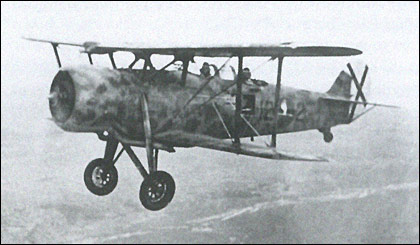
Un IMAM Ro.37 Lince dell'Aviazione Legionaria in volo.

Nacque a Taranto il 22 febbraio 1917. Nel corso del 1935 si arruolò volontario nella Regia Aeronautica come allievo sergente pilota venendo inviato dapprima a frequentare la Scuola di pilotaggio di Foggia e poi in servizio presso il 21º Stormo Osservazione Aerea di Padova. Promosso sergente pilota nel magio 1936 fu trattenuto in servizio a domanda e poi nel luglio 1937 partì volontario per combattere nella guerra di Spagna. Dopo circa un anno rientrò in Italia, coniugato con Conchita Villaverde (conosciuta in Spagna e dalla quale successivamente ebbe 2 figli, Eros ed Enrico), fu decorato con una Croce di guerra al valor militare, fu quindi assegnato al 19º Stormo Osservazione Aerea e promosso sergente maggiore il 1 su 1938. Nel corso del 1939 fu trasferito al 66º Gruppo Autonomo Osservazione Aerea di stanza sull'aeroporto di Capodichino, Napoli. All'atto dell'entrata in guerra del Regno d'Italia, il 10 giugno 1940, fu mobilitato e partecipò alle operazioni di ricognizione sul Mediterraneo e  ai combattimenti fronte occidentale. Dopo la fine delle operazioni militari contro la Francia venne assegnato alla 25ª Squadriglia del 70º Gruppo Autonomo Osservazione Aerea, equipaggiata con i ricognitori IMAM Ro.37 Lince, con la quale partì per l'Albania dove partecipò alle operazioni militari contro la Grecia. 
Nell'aprile 1941 partecipò all'invasione della Jugoslavia cadendo in combattimento sul cielo di Dibra il 9 dello stesso mese insieme all'osservatore, sottotenente Enrico Theodoli. Per il coraggio dimostrato in questo frangente entrambi gli aviatori vennero decorati con la Medaglia d'oro al valor militare alla memoria. Una via di Taranto porta il suo nome.

### Fonti
1. 1 2 3  Ufficio Storico dell'Aeronautica Militare 1969, p. 201.
2. 1 2 3 4 5 6  Combattenti Liberazione.
3. ↑  Brotzu, Caso, Cosolo 1972, p. 16.
4. 1 2  Quirinale, sito istituzionale, voce Onorificenze, dettagli decorato
5. ↑  Bollettino Ufficiale 1942, disp.8, pag.1 e disp.46, pag.2499.
6. ↑  Bollettino Ufficiale 1942, disp.45, pag.2078.